# 金成垣
金 成垣（キム・ソンウォン、김성원、KIM Sung-won、1973年 - ）は、おもに日本で活動している大韓民国出身の社会学者、東京大学大学院人文社会系研究科教授であり、福祉社会学、比較福祉国家論を専門としている。

## 経歴
ソウル特別市に生まれる。
1992年3月に、延世大学校社会科学大学社会福祉学科に入学し、1999年8月に卒業した。日本に渡り、2000年4月に東京大学大学院人文社会系研究科修士課程（社会学専門分野）に入学し、2002年に同博士課程に進学、2004年には日本学術振興会特別研究員（DC2）となった。2005年に博士課程を単位取得満期退学して特別研究員（DC2）となり、翌2006年には東京大学社会科学研究所客員研究員となった。2007年3月には博士論文「福祉国家形成の韓国的経験：後発型福祉国家化論の可能性」により、東京大学から博士（社会学）を取得し、4月に東京大学社会科学研究所助教となって2010年まで在職した。この間、2008年から2009年にかけて、北京大学社会学系客員研究員を務めた。
2010年4月に東京経済大学経済学部専任講師となり、2012年に准教授に昇進した後、2016年に明治学院大学社会学部准教授に転じ、さらに、2018年に東京大学大学院人文社会系研究科准教授となった。

## おもな著書

### 単著
- 後発福祉国家論 比較のなかの韓国と東アジア、東京大学出版会、2008年
- 福祉国家の日韓比較 「後発国」における雇用保障・社会保障、明石書店、2016年
- 韓国福祉国家の挑戦、明石書店、2022年

### 編著
- 現代の比較福祉国家論 東アジア発の新しい理論構築に向けて、ミネルヴァ書房、2010年
- （Shogo Takegawa（武川正吾）との共編著）A Post Orientalist Approach to East Asian Welfare Regimes, Toshindo Publishers（東信堂），2012
- （大泉啓一郎、松江暁子との共編著）アジアにおける高齢者の生活保障 持続可能な福祉社会を求めて、明石書店、2017 年
- （上村泰裕、米澤旦との共編著）福祉社会学のフロンティア 福祉国家・社会政策・ケアをめぐる想像力、ミネルヴァ書房、2021年
- （金圓景、呉世雄との共編著）現代韓国の福祉事情 キャッチアップか、新しい挑戦か（社会福祉研究叢書 4）、法律文化社、2025年

## 訳書
- （松江暁子との共訳）キム・ヨンスン 著、韓国福祉国家はいかにつくられたのか 民主化以降における福祉政策と福祉政治、明石書店、2024年